# TD 플레이스 스타디움
TD 플레이스 스타디움(TD Place Stadium)은 캐나다의 다목적 경기장이다. 온타리오주 오타와에 위치하고 있으며 NASL/USL 오타와 퓨어리 FC와 CFL 오타와 레드블랙스의 홈경기장이다.

## 같이 보기
- TD 플레이스 아레나